# Naj Razi
Naj Razi, né le 28 octobre 2006 en Irlande, est un footballeur irlandais qui évolue au poste de milieu offensif au Côme 1907.

## Biographie

### En club
Né en Irlande de parents originaires d'Algérie, Naj Razi est formé par le Shamrock Rovers.
Il fait sa première apparition dans le championnat irlandais le 22 septembre 2023, contre l'UC Dublin. Il entre en jeu lors de ce match où les deux équipes se neutralisent (0-0 score final),.
Razi participe au sacre des Shamrock Rovers lors de la saison 2023, le club remportant le championnat d'Irlande pour la 21e fois de son histoire.
En février 2024, Naj Razi quitte le club et rejoint l'Italie afin de signer en faveur du Côme 1907. Il signe un contrat courant jusqu'en juin 2026 et intègre l'équipe de Primavera dans un premier temps,.

### En sélection
Naj Razi joue son premier match avec l'équipe d'Irlande des moins de 19 ans le 15 novembre 2023, face à l'Albanie. Il est titularisé et son équipe s'impose par trois buts à un.

## Palmarès

### En club
Shamrock Rovers
- Championnat d'Irlande
  - Champion : 2023.